# Sebastian Augustinussen
Sebastian Augustinussen, né le 6 mai 1996 à Kolding, est un handballeur professionnel danois. Il mesure 1,92 m et pèse 93 kg. Il joue au poste d'ailier droit pour le club du HBC Nantes depuis la saison 2019-2020. 

## Biographie
Originaire de Kolding, Sebastian Augustinussen intègre le centre de formation du KIF Kolding avant de passer professionnel au sein du club en 2014. En 2018, il s'engage au sein du Skjern Håndbold puis en 2019 avec le club français du HBC Nantes.

## Palmarès
- Championnat du Danemark (1) : 2014-2015